# Тавипатана, Пхакапхонг
Пхакапхонг Тавипатана (род. 24 февраля 1961 года) — политик из Таиланда, губернатор Пхукета  (с 1 октября 2018 года).

## Биография
Родился 24 февраля 1961 года.

### Образование
Окончил школу Suankularb Wittayalai School в г. Бангкок, по окончании которой поступил в Университет Чулалонгкорна на факультет политологии. Получил диплом бакалавра. Затем продолжил образование в США, получив степень магистра государственного управления в Американском международном колледже, находящемся в Спрингфилде, штат Массачусетс, США).
В дальнейшем обучался в Колледже национальной обороны Таиланда, где прошёл две профильных программы для управленцев высокого уровня ("Высший уровень исполнительной власти" и "Программа высшего уровня для Министерства внутренних дел" ).

### Трудовая и политическая деятельность
Карьеру государственного служащего Пхакапхонг Тавипатана начал в январе 1988 года в Комиссии по развитию морского транспорта при Министерстве транспорта Таиланда. 1 сентября 1988 года он получил назначение в Чианг-Рай, где присоединился к офису местного губернатора в должности аналитика в сфере провинциальной политики и планирования.
31 августа 1992 года Пхакапхонг Тавипатана перешёл на службу в Офис постоянного секретаря по внутренним делам (OPSI) при Министерстве внутренних дел Таиланда. В июне 1994 года он был переведён в Подразделение общей службы (General service subdivision) при губернаторе Маха Сарахама. Здесь он работал до ноября 1994 года, когда он перешёл на должность начальника отдела кадров в OPSI. В январе 1996 года он вступил в должность начальника Отдела кадров OPSI. В июле 2001 года он стал сотрудником по Отдела кадров в Комиссии по местным государственным стандартам персонала OPSI. Два года спустя он стал аналитиком политики и планирования в рамках Отдела развития государственного сектора OPSI.
15 сентября 2006 года ему была предложена должность аналитика в Управлении стратегического развития при Офисе губернатора Чумпхона .
За тем последовали назначения на вице-губернаторские посты в Ранонге, Аюттхайе, Сарабури, а после – уже на губернаторские должности. Перед назначением на Пхукет Пхакапхонг Тавипатана возглавлял такие провинции как Пханг-Нга и Пхитсанулок .
В качестве приоритетов своей работы на должности губернатора Пхукета назвал борьбу с коррупцией , стабильное и устойчивое развитие Пхукета, решение вопросов безопасности морского транспорта, развитие наземной транспортной инфраструктуры, а также свою цель превратить Пхукет в "умный" город (смарт-город) 

## Семья
Жена - Ситтини Тавипатана (Sittinee Tavipatana) - президент Красного Креста Пхукета ,